# Musulmanes (chanson)
Singles de Michel Sardou
1965
(1986) Tous les bateaux s'envolent
(1987)
Pistes de Musulmanes
Dessins de femme
Musulmanes est une chanson de Michel Sardou parue en single en novembre 1986 et sur l'album du même nom l'année suivante. Composée par Jacques Revaux et Jean-Pierre Bourtayre et écrite par Michel Sardou, elle est l'un des grands succès du chanteur dans les années 1980.

## Genèse
Michel Sardou participe aux rallyes Paris-Dakar de 1984 et de 1985 en compagnie de Jean-Pierre Jabouille, sans toutefois mener la course à son terme. Il confie plus tard s'être inspiré des paysages désertiques du Sahara et de la population musulmane qui les habite pour écrire sa chanson : « Il y a longtemps que je voulais parler de cet espace de vent et de sable, et il m'a semblé que la plus émouvante musique du désert, c'était le chant des femmes, de ces femmes mystérieuses qui sont force et docilité à la fois ».

## Thématique de la chanson
La chanson, quelquefois qualifiée de « chanson fleuve » (c'est-à-dire à grand déploiement vocal et musical), rend avant tout hommage aux musulmanes avec certaines images montrant l'harmonie existant entre le monde oriental (désert, forêts du Liban...) et ces femmes.
La chanson est marquée par la présence de youyous, des cris aux modulations particulières émis par les femmes d'Afrique du Nord, en ouverture, avant chaque refrain et en fermeture du morceau.

### Paroles
Avec cette chanson, Sardou porte un regard sur la condition des femmes musulmanes qui peut paraître nourri de stéréotypes orientalistes. En effet, l'expression de la sensualité qui les caractérise (« J'envie ceux qui les ont connues / Vierges de pierre au corps de Diane ») s'accompagne de plusieurs vers qui les dépeignent comme prisonnières (« Cernées d'un silence absolu / Le long sanglot des musulmanes »), voire victimes d'une violence latente enracinée dans la culture islamique (« C'est un cri, c'est un chant / C'est aussi la douleur et le sang / Toutes les fureurs qu'elles portent en elles / La peur des hommes, la peur du ciel »). Cela dit, la chanson ne connaît pas de polémique majeure, tout du moins incomparablement à celles qu'il avait pu déclencher dans les années 1970.

## Vidéo-clip
Musulmanes est la troisième chanson de Michel Sardou à donner lieu à un vidéo-clip, après Les Filles d'aujourd'hui (1968) et Les Bals populaires (1970). Réalisé par Philippe Bensoussan, il met en scène Sardou ayant écrasé son avion dans le désert. Le temps de le réparer, il est hébergé par une femme musulmane vivant seule avec sa fille. Mais le village où elle habite est attaqué par des Touaregs qui le pillent et volent ce qu'ils trouvent. Il réussit à se cacher jusqu'à ce que l'avion soit à nouveau en état de décoller. Au moment de repartir, et pour dire adieu à son hôte, il soulève son voile pour l'embrasser ; mais celle-ci est abattue d'une balle dans le front par les Hommes bleus qui se trouvent derrière Sardou. Ce dernier réussit néanmoins à sauver la petite fille, qu'il embarque dans l'avion. Une ellipse temporelle nous montre les deux personnages, des années plus tard, venus se recueillir sur la pierre tombale déposée à l'endroit où la femme est décédée. La première partie du dernier refrain, uniquement dans le clip, est éludée.

## Réception

### Accueil public
La chanson rencontre un grand succès populaire ; le 45 tours s'écoule à presque 400 000 exemplaires et reste 19 semaines au classement général, il est même certifié disque d'argent[réf. nécessaire]. En raison de ce succès, Michel Sardou placera la chanson dans la totalité des concerts qui suivront sa sortie : Concert 87, Bercy 89, Bercy 91, Bercy 93, Olympia 95, Bercy 98, Bercy 2001, Live 2005 au Palais des sports, Zénith 2007, Confidences et retrouvailles - Live 2011, Live 2013 - Les Grands moments à l'Olympia, La Dernière Danse et Je me souviens d'un adieu. La chanson, très souvent placée en fin de concert, sert traditionnellement de repère pour le public : durant son introduction musicale, plusieurs dizaines de spectateurs assis dans les gradins affluent au bord de la scène et y restent jusqu'à la fin du spectacle.
Michel Sardou sera élevé au grade de Commandeur du Croissant d'or de la Grande Comore à la Grande Mosquée de Paris.

### Accueil critique
- Victoire de la musique 1987 pour la meilleure chanson de l'année[10].